# Evangeline Walton

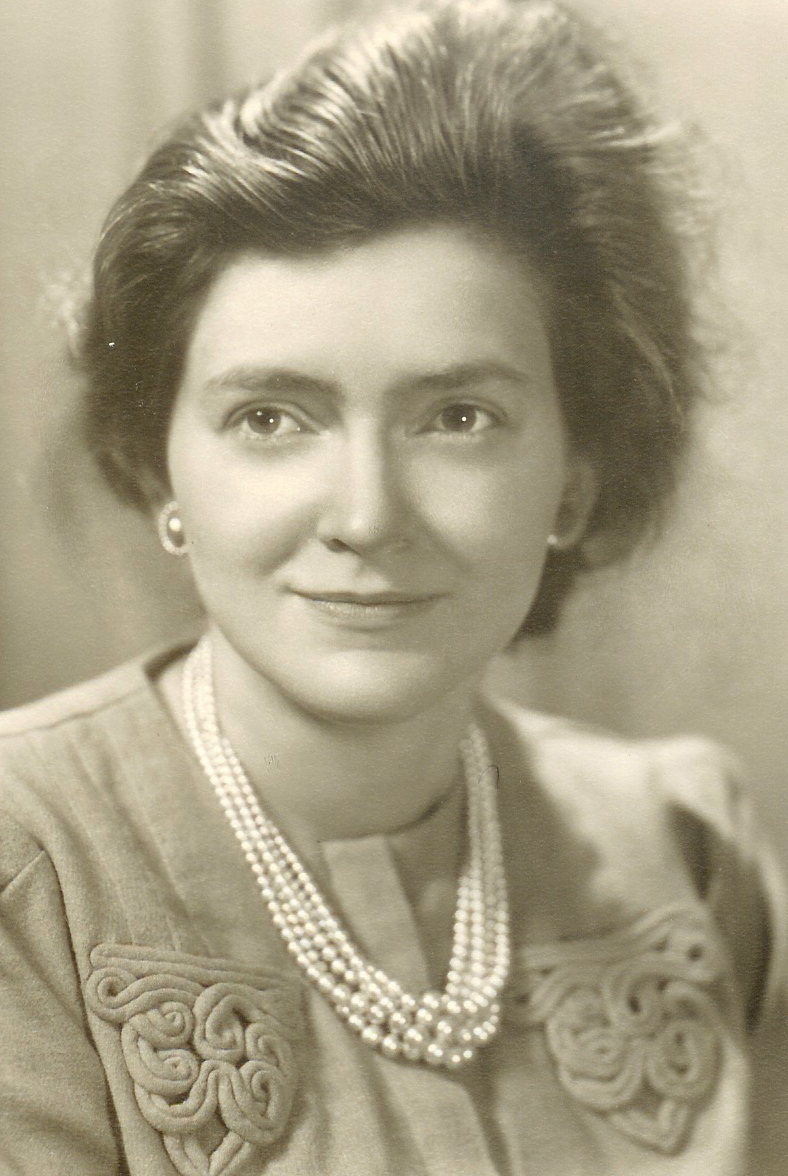
Evangeline Walton

Evangeline Walton (eigentlich Evangeline Walton Ensley; geboren am 14. November 1907 in Indianapolis, Indiana; gestorben am 11. März 1996 in Tucson, Arizona) war eine amerikanische Schriftstellerin. Ihr bekanntestes Werk ist die Fantasy-Tetralogie Die vier Zweige des Mabinogi, eine Neuinterpretation des keltischen Mabinogion.

## Leben
Walton stammte aus einer Familie gebildeter Quäker und war die Tochter von Marion Edmund Ensley und Wilna Eunice, geborene Coyner.
Evangeline Walton litt als Kind unter zahlreichen Krankheiten, vor allem chronischen Erkrankungen der Atemwege. Die Behandlung ihrer Bronchitis und Sinusitis mit Silbernitrat-Tinktur führte in späteren Jahren dazu, dass sich ihre Haut grau verfärbte und dunkler wurde. Wegen ihrer Gesundheit konnte sie am normalen Schulbetrieb nicht teilnehmen und wurde privat unterrichtet. Sie schrieb bereits mit sechs Jahren erste Erzählungen und las Lord Dunsany, L. Frank Baum, James Stephens, Algernon Blackwood und Henry Rider Haggard. Walisische Legenden beeindruckten sie besonders, vor allem der keltische Mythenkreis des Mabinogion. 1924 ließen ihre Eltern sich scheiden und sie wuchs bei ihrer Mutter und Großmutter zusammen mit deren großer Familie auf. Das Aufwachsen in einer von Frauen geprägten Umgebung und die Scheidungsgeschichte ihrer Eltern übte einen prägenden Einfluss auf ihre Erzählungen aus, in denen Frauen eine zentrale Rolle spielen. Man hat hier ein „feministisches Schreiben“ lange vor dem modernen Feminismus gesehen. Auch Konzepte einer feministisch-mythologisch motivierten Ökologie bilden sich in Waltons Büchern ab, in denen die Erde weiblich ist und Mutter Erde durch die von Männern betriebene Industrie besudelt und beschädigt wird. Sie schrieb:

“But when we were superstitious enough to hold the earth sacred and worship her, we did nothing to endanger our future upon her, as we do now.”

„Aber als wir abergläubisch genug waren, um die Erde heilig zu halten und sie anzubeten, haben wir nichts unternommen, um unsere Zukunft für sie zu gefährden, so wie wir es jetzt tun.“

Ihre Mabinogion-Lektüre ließ sie darüber spekulieren, wie wohl der von ihr verehrte James Stephens den Stoff behandelt hätte. Das führte dazu, dass sie selbst einen Mabinogion-Roman schrieb, wobei sie sich stets bemühte, nur zu ergänzen und zu interpretieren, ohne dabei den Quellen zu widersprechen. Der Roman wurde 1936 unter dem etwas unglücklichen Titel The Virgin and the Swine veröffentlicht.
Trotz einer anerkennenden Besprechung von John Cowper Powys, mit dem Walton eine langjährige Freundschaft verband, blieb der Roman weitgehend unbeachtet, bis ihn Lin Carter für die Adult Fantasy Series entdeckte und 1970 unter dem neuen Titel The Island of the Mighty nochmals herausbrachte. Als bei dieser Gelegenheit ans Licht kam, dass es einen weiteren Roman gab, der keinen Verleger gefunden hatte, folgte 1971 The Children of Llyr. Die Autorin komplettierte den Zyklus mit The Song of Rhiannon (1972) und Prince of Anwnn (1974). Jedes Buch entspricht einem der vier sogenannten „Zweige“ des Mabinogion.
Nach dem ersten Mabinogion-Band 1936 veröffentlichte Evangeline Walton noch Witch House (1945, deutsch als Der Hexenkreis), eine in Massachusetts spielende Hexengeschichte, The Cross and the Sword (1956), ein in der Wikingerzeit angesiedelter historischer Roman, und The Sword Is Forged (1983, deutsch als Die letzte Amazone), eine Adaption der Theseus-Legende und Teil einer Trilogie mit zwei weiteren bislang unveröffentlichten Romanen. Eine Sammlung ihrer Erzählungen erschien 2012 als Above Ker-Is and Other Stories, von den 10 enthaltenen Erzählungen waren 7 zuvor nicht veröffentlicht. 2013 erschien noch der Roman She Walks in Darkness.
Nach dem Zweiten Weltkrieg zog sie mit ihrer Mutter nach Tucson, Arizona. 1991 musste sie wegen eines Gehirntumors operiert werden, der sich als gutartig erwies. Ihre Gesundheit verschlechterte sich aber weiter im Lauf der folgenden Jahre und 1996 ist Walton im Alter von 88 Jahren gestorben, nachdem sie sich einer Operation wegen Lungenkrebs hatte unterziehen müssen. Ihr Nachlass befindet sich in der Bibliothek der University of Arizona in Tucson.

## Auszeichnungen
- 1973: Mythopoeic Award für den Roman The Song of Rhiannon
- 1985: World Fantasy Award (Convention Award)
- 1989: World Fantasy Award für das Lebenswerk

## Bibliografie
Four branches of the Mabinogion / Die vier Zweige des Mabinogi (Romantetralogie)
- 1 Prince of Annwn (1974)
- 2 The Children of Llyr (1971)
- 3 The Song of Rhiannon (1972)
- 4 The Virgin and the Swine (1936, auch als The Island of the Mighty, 1970)
- The Mabinogion (1977, Sammlung von 1–4)
  - Deutsch: Die vier Zweige des Mabinogi. Übersetzt von Jürgen Schweier. 2 Bände im Schuber. Klett-Cotta (Hobbit Presse), 1979, ISBN 3-12-908540-8.
  - Deutsch: Die vier Zweige des Mabinogi. Übersetzt von Jürgen Schweier. 1 Band im Schuber. Klett-Cotta (Hobbit Presse), 2. revidierte Auflage, 1983, ISBN 3-608-95148-2.

- The Mabinogion Tetralogy (2002, Sammlung von 1–4)

Romane
- Witch House (1945)
  - Deutsch: Der Hexenkreis. Übersetzt von Eva Sander. Vampir Taschenbuch #7, 1974.
- The Cross and the Sword (1956, auch als Son of Darkness, 1957)
- The Sword Is Forged (1983)
  - Deutsch: Die letzte Amazone. Übersetzt von Hans J. Schütz. Klett-Cotta (Hobbit-Presse), 1985, ISBN 3-608-95283-7.
- She Walks in Darkness (2013)

Sammlung
- Above Ker-Is and Other Stories (2012)

Kurzgeschichten
- At the End of the Corridor (1950)
- Above Ker-Is (1978)
  - Deutsch: Die Beichte. In: Lin Carter (Hrsg.): Das Fräulein und der Dämon. Moewig Science Fiction #3880, 1990, ISBN 3-8118-3880-6.
- The Mistress of Kaer-Mor (1980, auch als Evangeline Walton Ensley)
- The Chinese Woman (1981)
- The Judgement of St. Yves (1981)
- The Ship from Away (1982)
- The Forest That Would Not Be Cut Down (1985)
- Cannibal Sorcerer (1993, mit Bruce D. Arthurs)
- They That Have Wings (2011)
- Lus-Mor (2012)
- The Other One (2012)
- The Tree of Perkunas (2012)
- Werewolf (2012)